# Lanius
Lanius é um gênero de aves da família Laniidae.

## Espécies
- Picanço-tigre - Lanius tigrinus
- Picanço-de-souza - Lanius souzae
- Picanço-bucéfalo - Lanius bucephalus
- Picanço-castanho - Lanius cristatus
- Picanço-de-dorso-ruivo - Lanius collurio
- Picanço-isabel - Lanius isabellinus
- Picanço-do-turquestão - Lanius phoenicuroides
- Lanius collurioides
- Picanço-de-emin - Lanius gubernator
- Picanço-de-dorso-castanho - Lanius vittatus
- Picanço-rabilongo - Lanius schach
- Picanço-do-tibete - Lanius tephronotus
- Lanius validirostris
- Picanço-de-mackinnon - Lanius mackinnoni
- Picanço-de-mascarilha - Lanius minor
- Picanço-americano - Lanius ludovicianus
- Picanço-boreal - Lanius borealis
- Picanço-real-nortenho ou Picanço-grande - Lanius excubitor
- Picanço-real - Lanius meridionalis
- Picanço-gigante - Lanius giganteus
- Picanço-da-china - Lanius sphenocercus
- Picanço-de-dorso-cinzento - Lanius excubitoroides
- Lanius cabanisi
- Lanius dorsalis
- Lanius somalicus
- Lanius humeralis
- Picanço-fiscal - Lanius collaris
- Lanius (collaris) marwitzi
- Picanço-de-são-tomé - Lanius newtoni
- Picanço-barreteiro - Lanius senator
- Picanço-da-núbia - Lanius nubicus